# مانیزان (ملایر)
مانیزان (ملایر)، روستایی از توابع بخش مرکزی شهرستان ملایر در استان همدان ایران است.

## جمعیت
این روستا در دهستان جوزان قرار دارد و براساس سرشماری مرکز آمار ایران در سال ۱۳۹۵، جمعیت آن ۳۸۶ نفر (۱۸۳خانوار) بوده است.

## مراسم شیره پزی
هر ساله طی مراسمی با هماهنگی صدا و سیما و مسئولین شهرستان و با همکاری اهالی این روستا مراسمی نمادین برگزار می‌شود که طی آن مردم در لباسهای زیبای محلی مراسم شیره پزی را همراه با جشن و موزیک شاد اجرا می‌کنند و بازدید کنندگان تولیدات روستای مانیزان که شامل شیره انگور، باسلق، گردو و غیره می‌شود را به صورت مستقیم و بدون واسطه از اهالی روستا خریداری می‌نمایند.